# Comuna de Gniew
Gniew (polaco: Gmina Gniew) é uma gminy (comuna) na Polónia, na voivodia de Pomerânia e no condado de Tczewski. A sede do condado é a cidade de Gniew.
De acordo com os censos de 2004, a comuna tem 15 563 habitantes, com uma densidade 79,9 hab/km².

## Área
Estende-se por uma área de 194,78 km², incluindo:
- área agrícola: 64%
- área florestal: 20%

## Demografia
Dados de 30 de Junho 2004:
|                      | Total   | Total | Mulheres | Mulheres | Homens  | Homens |
| -------------------- | ------- | ----- | -------- | -------- | ------- | ------ |
|                      | pessoas | %     | pessoas  | %        | pessoas | %      |
| População            | 15 563  | 100   | 7896     | 50,7     | 7667    | 49,3   |
| Densidade (pop./km²) | 79,9    | 100   | 40,5     | 40,5     | 39,4    | 39,4   |

De acordo com dados de 2002, o rendimento médio per capita ascendia a 1289,26 zł.

## Comunas vizinhas
- Kwidzyn, Morzeszczyn, Nowe, Pelplin, Ryjewo, Sadlinki, Smętowo Graniczne, Sztum